# Ammothella rostrata
Ammothella rostrata is een zeespin uit de familie Ammotheidae. De soort behoort tot het geslacht Ammothella. Ammothella rostrata werd in 1961 voor het eerst wetenschappelijk beschreven door Losina-Losinsky. 